# シャバナ・マフムード
シャバナ・マフムード（英:Shabana Mahmood、1980年9月17日 - ）は、イギリスの政治家、弁護士。労働党所属の庶民院議員（5期）、大法官・司法大臣（第14代）。

## 来歴
バーミンガム生まれ。1981年から1986年まで、家族とともにサウジアラビアのターイフに住んでいた。父親はそこで土木技師として働いていた。その後はバーミンガムで育ち、スモール・ヒース・スクールとキング・エドワード6世キャンプ・ヒル女子校に通い、リンカーン・カレッジで法律を学んだ。
2002年に文学士の学位を取得して卒業し、2003年には法曹専門学校法科大学院の弁護士職業課程を修了した。
2010年総選挙でバーミンガム・レディウッド選挙区から立候補して当選し、イギリス初の女性イスラム教徒議員の一人となった。エド・ミリバンド影の内閣では、影の高等教育担当大臣や影の財務長官を務めた。
2015年に財務次官に任命されたが、2015年9月にジェレミー・コービンが労働党党首に選出された後、経済政策でコービンと「大きく意見が異なる」として辞任した。
2023年9月、マフムードは影の司法大臣に任命された。2024年の総選挙で労働党が政権を獲得したことを受けてスターマー内閣が発足し、マフムードは大法官・司法大臣に任命された。
就任から1週間後、彼女は刑務所の過密状態を緩和するための措置を発表し、刑務所の状況を「時限爆弾」と表現し、刑務所は「崩壊寸前」にあると述べた。彼女の計画では、一部の囚人は、2023年10月に発表された50％ではなく、イングランドとウェールズで刑期の40％を終えた後に釈放されることになる。マフムードは、2024年9月に釈放される囚人の数は「数千人未満」になると予想しており、その後18か月間にさらに釈放されると述べた。
2024年イギリス暴動を受けて、マフムードは暴徒とそれを煽動する者に対して「法の最大限の力を適用する」と誓った。また、暴動に関連する事件の数はイギリスの司法制度に何年にもわたって影響を及ぼすだろうとも述べた。

## 政治的立場
ボイコット、投資撤収、制裁運動への支持を表明しており、またパレスチナ解放運動の一貫した支持者でもある。
2019年3月、学校でのLGBTQ+関連の教育に関する発言をめぐって党内の活動家から批判を受けた。